# Florac-Trois-Rivières
Florac-Trois-Rivières è un comune francese del dipartimento della Lozère nella regione dell'Occitania.
È stato creato il 1º gennaio 2016 dalla fusione dei preesistenti comuni di Florac e La Salle-Prunet.
Il capoluogo è la località di Florac.